# Élections constituantes de 1945 dans l'Indre
Les élections constituantes françaises de 1945 se déroulent le 21 octobre.

## Mode de scrutin
Les députés sont élus selon le système de représentation proportionnelle suivant la règle de la plus forte moyenne dans le département, sans panachage ni vote préférentiel. Il y a 586 sièges à pourvoir.
Dans le département de l'Indre, quatre députés sont à élire.

## Élus
Les quatre députés élus sont : 
| Identité         | Parti | Parti   |
| ---------------- | ----- | ------- |
| Marcel Peyrat    |       | PCF     |
| André Parpais    |       | SFIO    |
| Louis Chevallier |       | MRP     |
| Édouard Ramonet  |       | Rad-Soc |

## Résultats

### Résultats à l'échelle du département
| Parti          | Parti                             | Tête de liste    | Résultats | Résultats | Sièges | Sièges |
| Parti          | Parti                             | Tête de liste    | Voix      | %         |        |        |
| -------------- | --------------------------------- | ---------------- | --------- | --------- | ------ | ------ |
|                | PCF                               | Marcel Peyrat    | 35 090    | 28,25     | 1      |        |
|                | SFIO                              | André Parpais    | 27 642    | 22,25     | 1      |        |
|                | MRP                               | Louis Chevallier | 25 173    | 20,27     | 1      |        |
|                | Rad-Soc                           | Édouard Ramonet  | 18 957    | 15,26     | 1      |        |
|                | Union républicaine (Ex-Rép. soc.) | Paul Bénazet     | 11 365    | 9,15      | -      |        |
|                | France combattante (Résis.)       | Marcel Minguet   | 5 982     | 4,82      | -      |        |
|                |                                   |                  |           |           |        |        |
| Inscrits       | Inscrits                          | Inscrits         | 171 331   | 100,00    | 4      |        |
| Votants        | Votants                           | Votants          | 127 444   | 74,39     |        |        |
| Blancs et nuls | Blancs et nuls                    | Blancs et nuls   | 3 235     | 2,54      |        |        |
| Exprimés       | Exprimés                          | Exprimés         | 124 209   | 97,46     |        |        |